# Mazel (Comicautor)

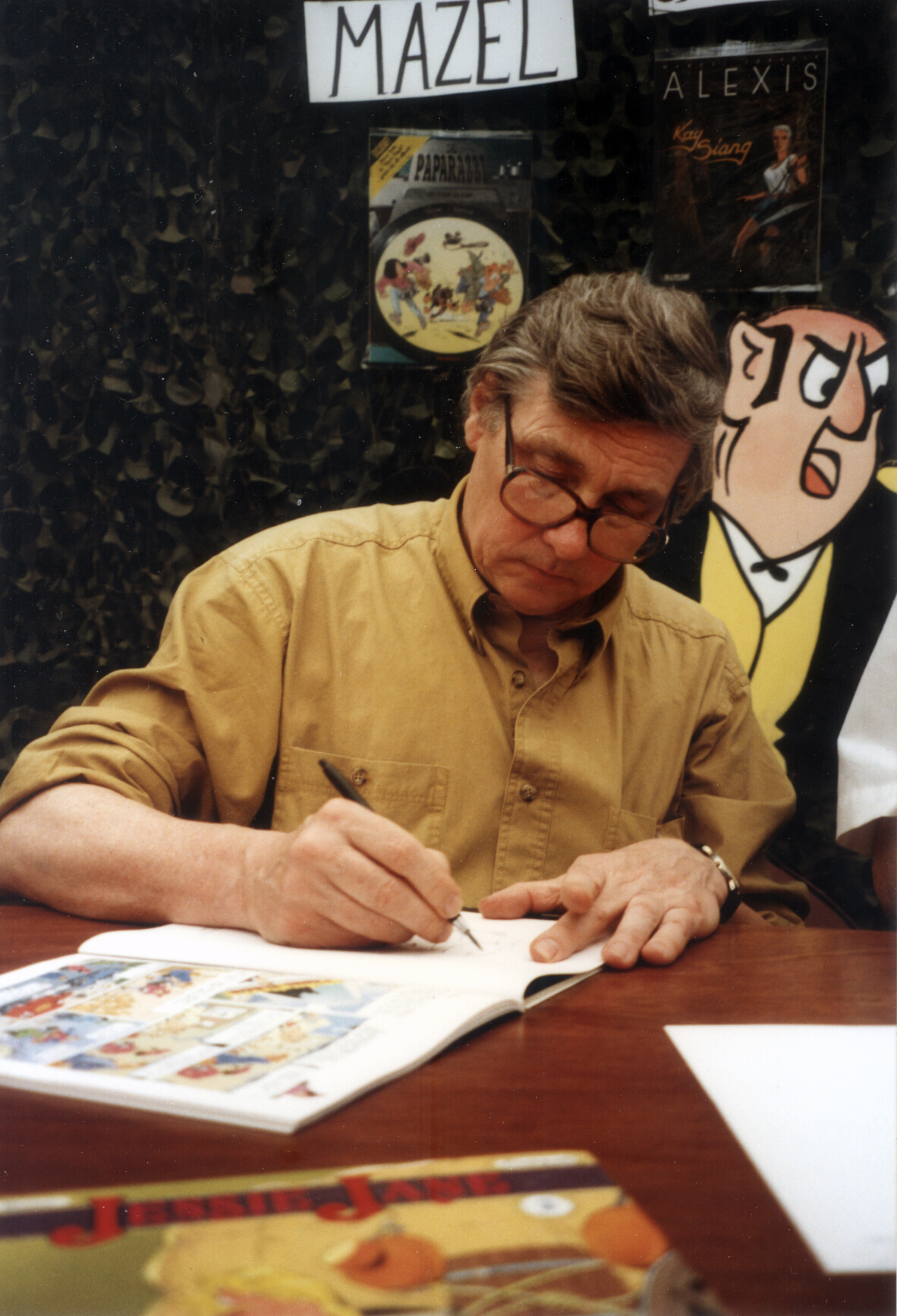
Mazel

Mazel, bürgerlicher Name Luc Maezelle (* 27. Juni 1931 in Herentals, Belgien; † 19. oder 20. Juni 2024) war ein belgischer Comicautor und -zeichner.

## Leben
Mazel studierte Architektur am Institut Saint-Luc. Mit Unterstützung des Comicautors Sirius veröffentlichte er seine ersten Comic-Geschichten in den Magazinen Spirou und Tintin. Von 1960 bis 1968 erschienen vor allem in Tintin mehrere Serien.
Später folgten Veröffentlichungen im Magazin Pilote.
Im Jahre 1969 bot Charles Dupuis, damaliger Leiter des Verlags Dupuis, in dem das Magazin Spirou erscheint, Mazel eine Festanstellung an. Mit Raoul Cauvin veröffentlichte er von 1974 bis 1992 die Serie Câline et Calebasse, von 1975 bis 1987 die Serie King und Kong sowie von 1993 bis 2004 die Serie Les Paparazzi. Mit Gérald Frydman arbeitete er an zwei Abenteuern von Jessie Jane.
Seit 2004 widmete Mazel sich der Malerei.

## Werke (Auswahl)
- Câline et Calebasse: Mit Raoul Cauvin, 8 Bände, von 1972 bis 1998
- King und Kong: Mit Raoul Cauvin, 10 Bände, von 1975 bis 1987
- Jessie Jane: Mit Gérald Frydman, Laurent Carpentier und Vittorio Leonardo, 2 Bände, 1981
- Les Paparazzi: Mit Raoul Cauvin, 10 Bände, von 1993 bis 2004